# Aartsbisdom Huambo
Het aartsbisdom Huambo (Latijn: Archidioecesis Huambensis) is een rooms-katholiek aartsbisdom met als zetel Huambo, in Angola. De aartsbisschop van Huambo is metropoliet van de kerkprovincie Huambo, waartoe ook de suffragane bisdommen Benguela, Ganda en Kwito-Bié behoren.

## Geschiedenis
Het aartsbisdom werd opgericht op 4 september 1940, als het bisdom Nova Lisboa, uit delen van de apostolische prefectuur Cubango in Angola, die op die datum werd opgeheven. Op 3 februari 1977 werd het verheven tot metropolitaan aartsbisdom. 
Het aartsbisdom verloor gebied bij de oprichting van de bisdommen Sá da Bandeira (1955) en Benguela (1970).

## Parochies
Het aartsbisdom had in 2021 een oppervlakte van 34.270 km2 en telde 2.147.370 inwoners waarvan 56,3% rooms-katholiek was.

## Ordinarii

### Bisschoppen
- Daniel Gomes Junqueira (28 januari 1941 - 29 juni 1970)
- Américo Henriques (19 februari 1972 - 13 april 1976)

### Aartsbisschoppen
- Manuel Franklin da Costa (3 februari 1977 - 12 september 1986)
- Francisco Viti (12 september 1986 - 31 juli 2003)
- José de Queirós Alves (3 mei 2004 - 1 oktober 2018)
- Zeferino Zeca Martins (1 oktober 2018 - heden)

## Galerij van afbeeldingen

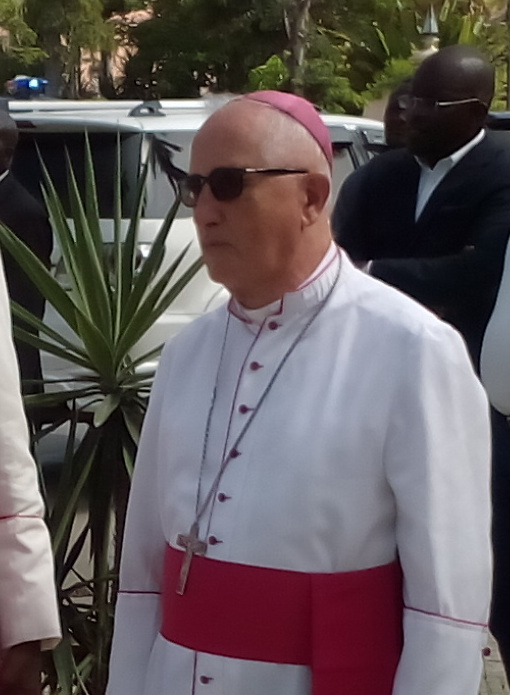
Aartsbisschop José de Queirós Alves (2004-2018)